# Asplenium karasekii
Asplenium karasekii là một loài dương xỉ trong họ Aspleniaceae. Loài này được Christ, Bonap. mô tả khoa học đầu tiên năm 1924.
Danh pháp khoa học của loài này chưa được làm sáng tỏ. 